# Tre Kongedømmer
De tre kongedømmers periode (三國 eller 三国; på pinyin Sānguó) er en periode i Kinas historie fra 220 til 280, hvor Kina efter Han-dynastiets fald blev delt i tre kongedømmer: Wei i nord, Shu-Han i sydvest og Wu i syd. Perioden var en tid med krig og stagnation og anses derfor for at være Kinas mørke middelalder, og den blodigste tid i Kinas historie. Kongedømmerne blev gradvist forenet af en krigsherre fra Wei som grundlagde Jin-dynastiet.